# San Francisco Soyaniquilpan
San Francisco Soyaniquilpan är administrativ huvudort i kommunen Soyaniquilpan de Juárez i delstaten Mexiko i Mexiko. Samhället hade 5 706 invånare vid folkräkningen 2020.